# Singer 8 Junior
Der Singer 8 Junior ist ein Kleinwagen, den Singer von 1927 bis 1932 als Nachfolger des 8 baute.
Der Wagen hatte einen Vierzylinder-Reihenmotor mit 848 cm³ Hubraum, der 16,5 bhp (12 kW) leistete. Es war das erste Modell von Singer, dessen Motor anstatt mit den sonst üblichen seitlich stehenden Ventilen mit hängenden Ventilen ausgestattet war, die auch noch von einer obenliegenden Nockenwelle betätigt wurden. Die Höchstgeschwindigkeit lag bei 78 km/h.
Der Singer 8 Junior war als Tourenwagen, als Roadster (mit Schwiegermuttersitz) und als Limousine erhältlich.
1932 löste der etwas größere Singer 9 den 8 Junior ab.

## Weblinks

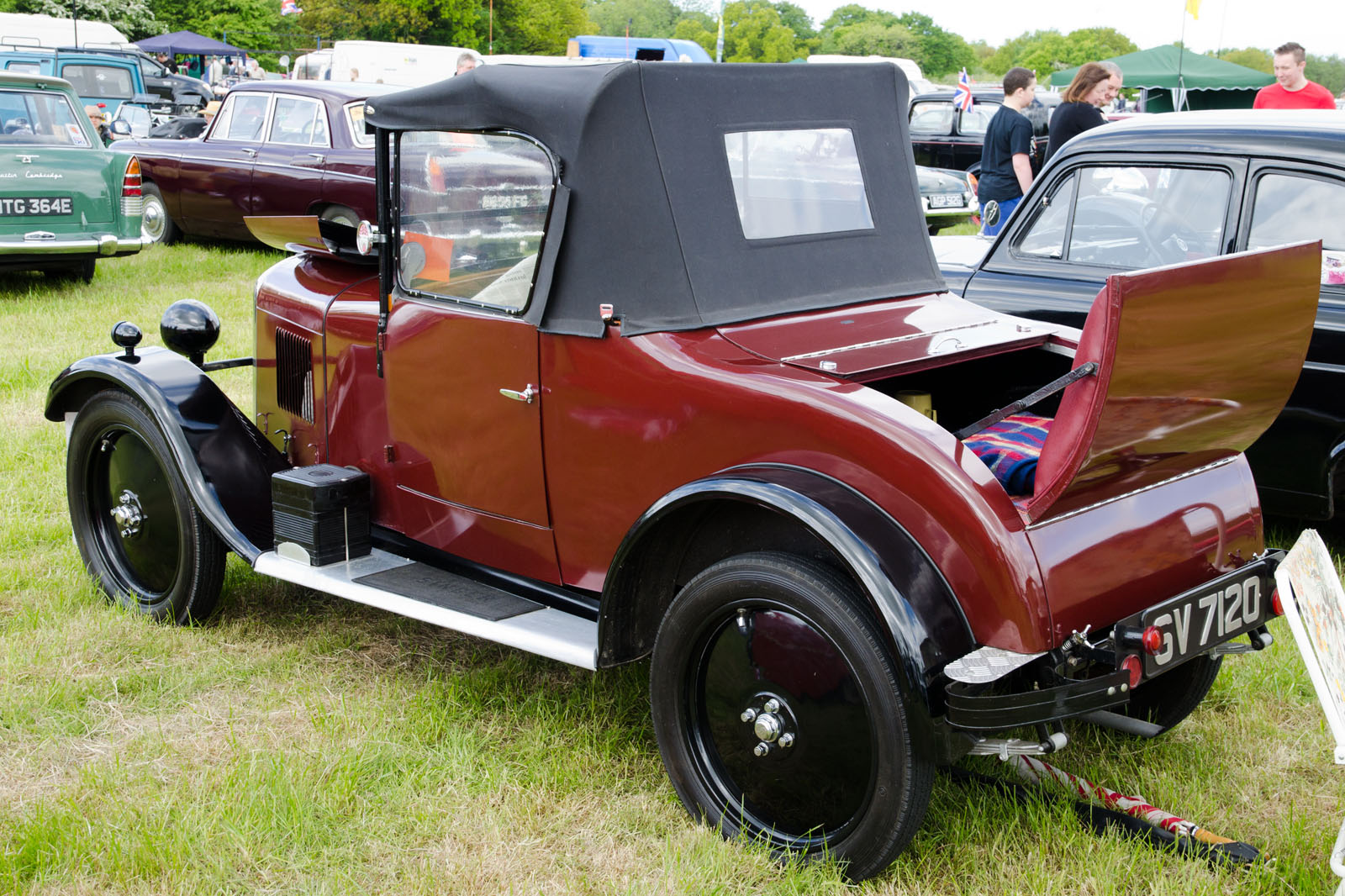
Roadster mit Schwiegermuttersitz (1930)